# あすか伊央
あすか 伊央（あすか いお、1987年12月10日 - ）は、日本のAV女優。
東京都出身。身長164cm 、スリーサイズ：B86（D-70）・W57・H85。血液型：A型。趣味：DVD鑑賞、犬と遊ぶこと。
2007年10月に『超正統派美少女 あすか伊央 DEBUT！』でAVデビュー。2011年7月発売の作品をもって引退。

## 出演作品
2007年
- 超正統派美少女 あすか伊央 DEBUT!（10月4日、ディープス）
- あすか伊央 イカセ潮吹き50連発（11月8日、ディープス）
- 美少女ぶっかけ乱交（12月6日、ディープス）

2008年
- エロナースVS黒人VS穴パンVS潮吹き（1月5日、ディープス）
- うぶ（2月7日、ディープス）
- 不倫告白温泉（3月6日、ディープス）
- 初めてのレズ Wキャスト First Les（ファーストレズ）（4月4日、ディープス）共演:舞雪
- オンナ教師あすか 第一章 淫辱教室 〜時をかける美少女〜（5月8日、ディープス）
- オンナ教師あすか 第二章「痴漢妄想日誌」（6月6日、ディープス）
- 超高級美少女レズ・ソープ嬢（7月4日、ディープス）
- あすか伊央プロデュース ファン感謝祭!!!（8月7日、ディープス）
- 正統派美少女あすか伊央 僕だけの妹〜お兄ちゃんなら…いいよ♥〜（9月4日、ピュアネスプラネット）
- ようこそ『ピュアネス☆ライブチャット』へ（10月9日、ピュアネスプラネット）
- 凌辱温泉旅館（11月6日、ピュアネスプラネット）
- あすか伊央 緊急指令『童貞を救え!!!』（12月4日、ピュアネスプラネット）

2009年
- PurenessソープPlanet あすか伊央 最上級店ソープ嬢（1月1日、ピュアネスプラネット）
- Pureness“手コキ”Planet あすか伊央 超絶イカされ痴女手コキ（2月5日、ピュアネスプラネット）
- Pureness“痴漢”Planet あすか伊央 エンドレス痴漢24時（3月5日、ピュアネスプラネット）
- Pureness“中出し”Planet あすか伊央 デビューから約1年半、頑なに拒んできた生出中しをついに解禁!!（4月4日、ピュアネスプラネット）
- Pureness“うぶ”Planet あすか伊央 うぶ 〜あすか伊央のうぶを探す旅〜（5月7日、ピュアネスプラネット）
- Pureness“スクール水着”Planet あすか伊央 美少女標本（6月4日、ピュアネスプラネット）
- 美人女子大生レイプ 私は欲望のままに犯される…（8月7日、アタッカーズ）
- キチクリンカン85（10月7日、アタッカーズ）

2010年
- くノ一拷問凌辱5…（6月7日、アタッカーズ）共演：水元ゆうな

2011年
- バレットリヴァース side-A -絆-（6月7日、アタッカーズ）共演：彩月あかり（岩佐めい）、天海麗
- バレットリヴァース side-B -恩讐-（6月7日、アタッカーズ）共演：彩月あかり（岩佐めい）、天海麗
- バレットリヴァース 完全版（7月7日、アタッカーズ）共演：彩月あかり（岩佐めい）、天海麗

## Vシネマ
- バレットリヴァース（2011年7月7日、アタックゾーン）共演：彩月あかり、天海麗、小出あかり、深月ユリア、荒木しげる

## テレビ
- エロ生☆パラダイス（GyaOジョッキー2008年4月22日放送分）
- あいの恋文 #8（2009年8月、エンタ!371）